# Nass El Ghiwane
Nass El Ghiwane (ناس الغيوان en árabe) es un grupo musical marroquí, fundado en los años 70 en la ciudad de Casablanca, Marruecos. En sus inicios estaba compuesto por cinco músicos: Laarbi Batma, Omar Sayed, Boujmîa Hagour, Allal Yaâla y Moulay Abdel-Aziz Tahiri (que fue remplazado en 1974 por Abderhmane Kirouche, quien se marchó al grupo 'Jil Jilala').
Este grupo, junto a 'Lemchaheb (donde estaba el hermano de Laarbi, Mohammed) y 'Jil Jilala', conformaron una época dorada en la canción popular marroquí durante gran parte del siglo XX.

## Historia
Hay en Nass El Ghiwane la pasión de las raíces, una pasión que va más allá del tiempo. A la escucha de la tierra, estos cuatro hijos del pueblo vuelven a entablar con la palabra de los antepasados...
Tahar Ben Jelloun

Nass el Ghiwane, surgió como tal en los años 70 en uno de los barrios más populares de la gran Casablanca, Hay Mohammadi, uno de los principales que se atrevió a alzarse contra la ocupación francesa. Los integrantes del grupo fueron testigos directos de la ocupación francesa y de la independencia de su país, lo cual se suponía que tenía que ser un logro pero que se transformó más bien en una dictadura donde el pobre cada vez era más pobre y el rico aumentaba sus riquezas a costa del pueblo. Nass El Ghiwane denuncian esta situación queriendo abrirle los ojos al pueblo marroquí. Fueron detenidos numerosas veces con motivo de sus letras en las cuales había un grito desesperado de lucha y libertad, un hecho que se intensificó debido a las represiones del entonces monarca Hassan II.
El grupo tuvo ya un éxito inmediato en su primer concierto en el Teatro Mohamed V de Rabat, siendo uno de los eventos más populares en la historia del país.
Es un grupo que mezcla los sonidos de los músicos gnawa o gnaoua (por parte de Abderrahmane, natural de Essaouira, la cuna de este estilo de origen subsahariano), las raíces populares de la música marroquí, la poesía (la estructura zejelesca) y dichos populares, así como el Malhoun, sinodiso bereberes, etc. Esto quizás se deba a que las raíces de los integrantes del grupo son diferentes (uno era de las afueras de la gran urbe, otro bereber, otro del sur...).
Algunos de los instrumentos usados son la tbilat o bendir, así como la darbuka, conformando la percusión (en la que se alternaban Laarbi, Boujemaa y Omar Sayed, sin olvidar el banyo y el 'hejhouj' ('laúd primitivo'), por parte de Allal y Paco respectivamente.
Todos habían coincidido en la academia teatral de Hay Mohammadi, y solían ofrecer actuaciones antes de formar el grupo, siendo ''Al Harraz'', a finales de los 60, su obra más emblemática en el mundo del teatro, bajo la tutela del fallecido director Tayeb Saddiki. El primer integrante del grupo en fallecer fue Boujemaa, a causa de un úlcera en el año 1974. Batma fue el segundo, tras una lucha perdida contra el cáncer en 1997. Batma fue también escritor y poeta. Dejó tras de sí importantes libros y escritos increíbles. El último, tras un largo período de enfermedad, fue Abderrahmane ''Paco'', en el año 2012. La influencia del grupo y algunas de sus emblemáticas canciones como ''Essiniya'' es patente en muchos artistas, aunque son considerados inimitables. Se les conoce como los Pink Floyd marroquís o los Rolling Stones de África. También es de comentar la emoción de Martin Scorsese (el mismo que les otorgó este último apodo) al presenciar el largometraje 'Transes', protagonizado por el mismo grupo en 1981 (dirigido por Ahmed el Maanouni). Martin llegó a contar con Nass El Ghiwane para la banda sonora de su famosa película "La Última Tentación de Cristo" (1988) con el tema “Ya sah” (escrita por Laarbi Batma), filmada completamente en Marruecos.
Cabe destacar que el grupo fue galardonado con el ''Disque d'Or'' en el año 1973 por el álbum ''Essiniya''.
Tras la muerte de Batma a finales de los 90 y la retirada poco después de Abderrahmane debido a numerosas discrepancias, el grupo cayó en riesgo de disolverse, aunque Omar Sayed se encargó de evitarlo gracias a las incorporaciones de los hermanos de este primero (Hamid y Rachid Batma). Actualmente el grupo lo conforman los 3, junto a Abdelkrim Chifa, en reemplazo de su mayor inspiración, Allal Yaala, retirado en 2010.